# Tančící dům
Tančící dům, oficiálním jménem původně budova Nationale-Nederlanden, je budova v Praze dokončená roku 1996. Stojí na pravém břehu Vltavy na rohu Rašínova nábřeží a Jiráskova náměstí. Navrhl jej Vlado Milunić spolu s Frankem Gehrym, kterého k projektu přizval investor, nizozemská pojišťovna Nationale-Nederlanden. Interiéry kanceláří investora byly z části svěřeny architektce Evě Jiřičné.
Budova je přezdívaná Ginger a Fred s odkazem na taneční pár Fred Astaire – Ginger Rogersová. Tato přezdívka vznikla již v kanceláři architektů při projektování stavby původně jako vtip narážející na tvar skleněné věže připomínající tanečnici.

## Historie místa
Na místě stával činžovní dům, který byl 14. února 1945 omylem zničen zásahem americké bomby při leteckém bombardování Prahy. V roce 1963 bylo rozhodnuto o zástavbě proluky, ale až do 90. let 20. století nebyla realizována.
Začátkem 90. let myšlenku zástavby obnovil Vlado Milunić spolu s Václavem Havlem, který bydlel v sousedním domě. S Havlem přišel Milunić do styku v roce 1986, kdy mu navrhoval rozdělení bytu a přitom se bavili, jaký dům by mohl stát vedle. Původní idea předpokládala vznik domu s knihovnou, divadlem a kavárnou, který by se zařadil do kulturní linie od Rudolfina přes Národní divadlo k Mánesu, ale pro tento záměr se nepodařilo najít investora. Už v prvních námětech Milunić počítal s tím, že by se budova měla vyklánět nad křižovatku, což mělo symbolizovat stav československé společnosti, která se z totalitní strnulosti dala do pohybu, a s vizí statické věže vzadu a dynamické vpředu. Milunić nejprve chtěl získat Jeana Nouvela, podle jehož návrhu byl později postaven stejným investorem Zlatý Anděl, ale to se mu nepovedlo. Frank Gehry prý nabídku přijal proto, že „pro zemi, jež dala Americe Jaromíra Jágra, udělá cokoli“. Možnost prosadit takovouto stavbu přičítá Milunić porevoluční euforii, Václavu Havlovi, tehdejší ředitelce památkářů Věře Millerové, a vzácné souhře náhod.
V roce 1992 pozemek koupila nizozemská pojišťovna Nationale Nederlanden, 3. září 1994 byl položen základní kámen nové budovy. Provoz budovy byl zahájen 20. června 1996. Investorem byla společnost Nationale Nederlanden Real estate, v. o. s., generálním projektantem ATIPA, s. r. o., hlavním dodavatelem belgická společnost BESIX.

## Popis

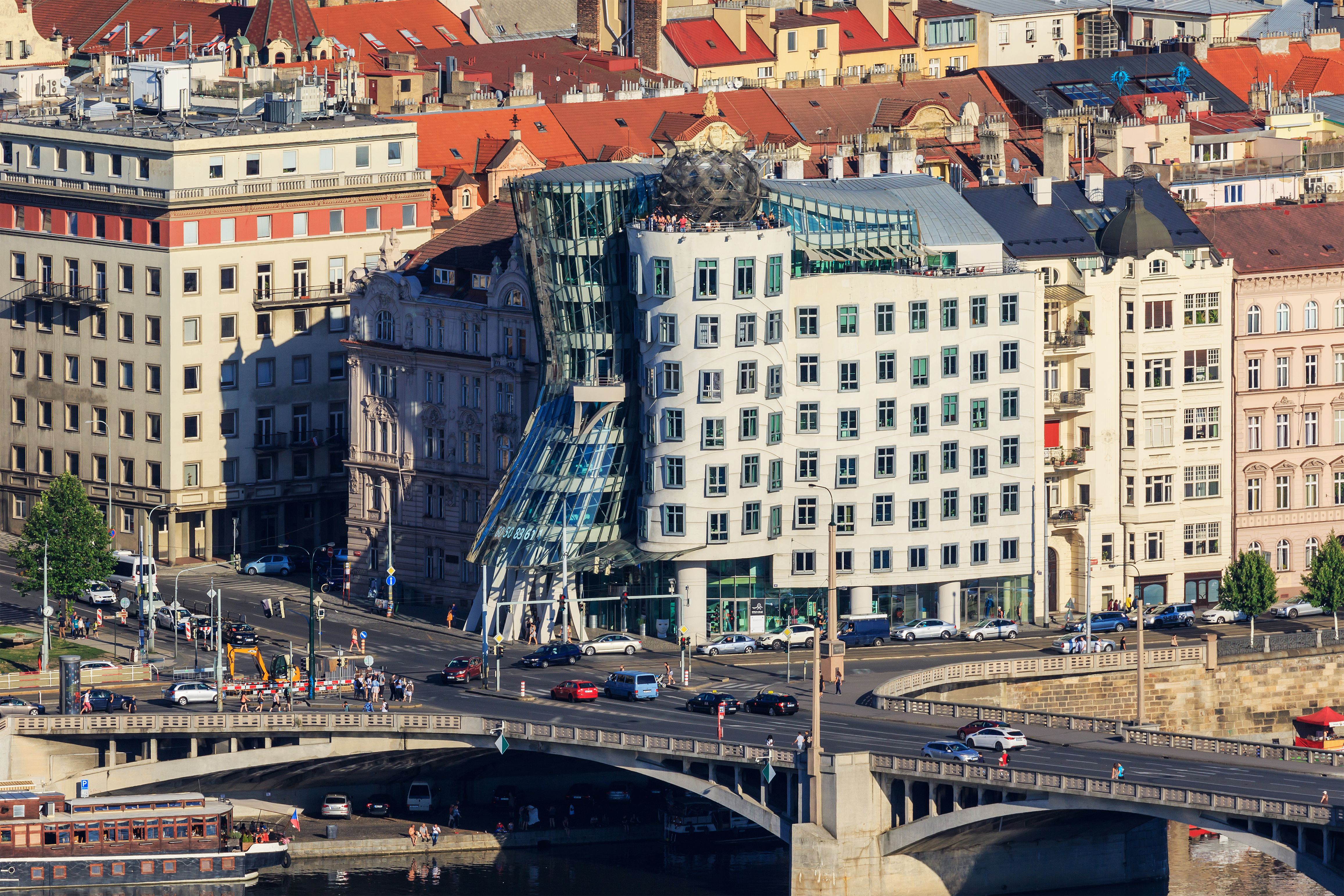
Pohled na Tančící dům z Petřínské rozhledny

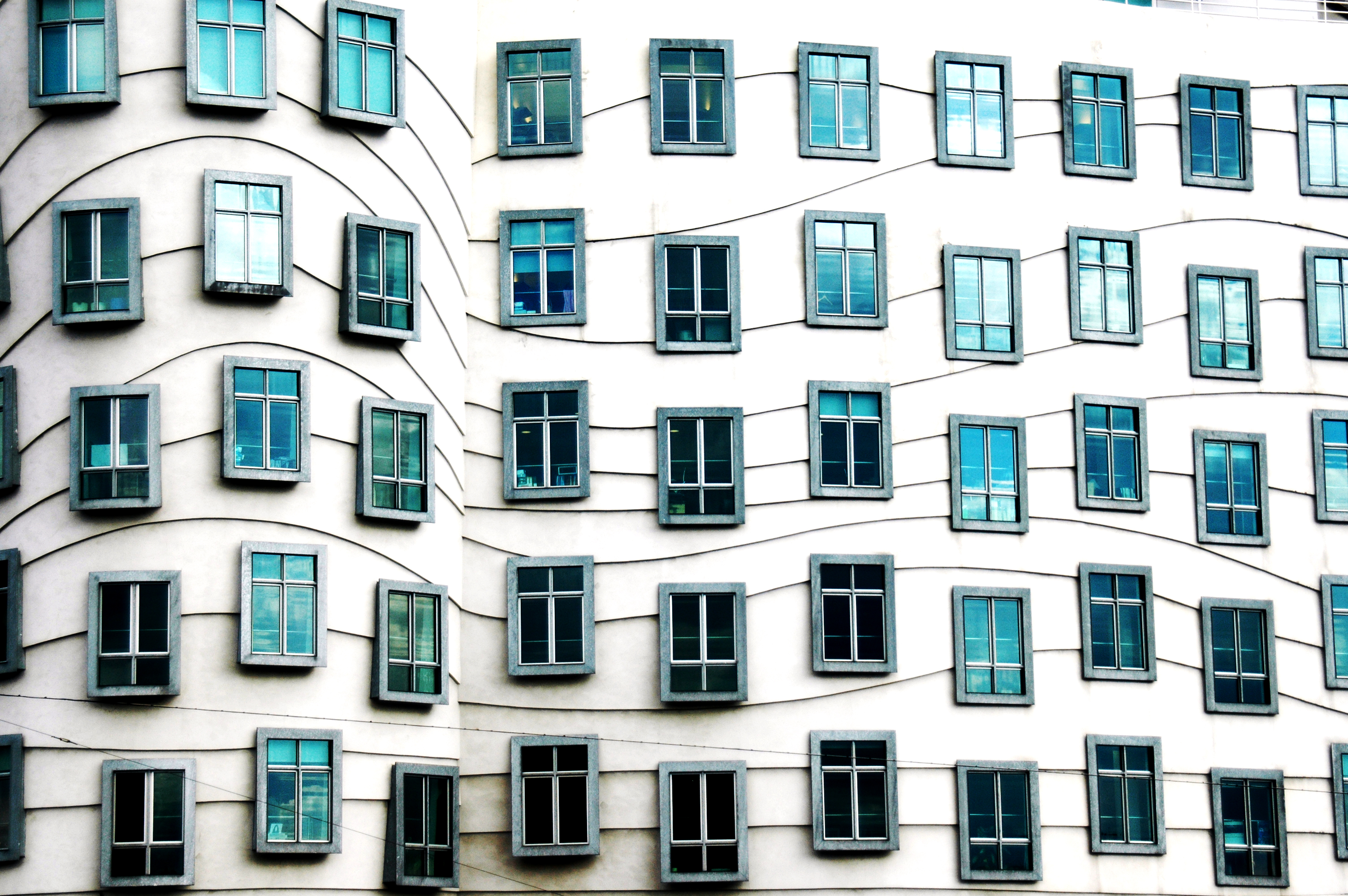
Detail Tančícího domu

Stavba je založena na železobetonové desce podporované soustavou vrtaných pilot. Na železobetonové konstrukci je připevněno 99 originálních fasádních panelů. Průčelí budovy tvoří dvě věže připomínající taneční pár. Na vrcholu věže nazývané Fred je kopule s konstrukcí z trubek potažená nerezovou síťovinou – hlava medúzy. Dům má devět podlaží, místnosti jsou nesymetrické a jejich stěny šikmé. Dům vystupuje z uliční čáry do linie chodníku.
V budově je v 6 podlažích 2965 metrů čtverečních využitelných kancelářských ploch, v nejvyšším patře je restaurace o ploše 679 metrů čtverečních, v přízemí a suterénu (původně zamýšlených jako prodejní plochy) je konferenční středisko o ploše 400 metrů čtverečních. Původní prostory kongresového centra a galerie byly později také přeměněny na kanceláře. Přízemí je řešeno jako velkoprostor s přístupem od hlavní recepce a z venku od nábřeží. V přízemí se nachází kavárna.
Rostislav Švácha citoval hlasy, že do houpavých a swingujících linií domu prý oba autoři zakódovali gesto rozloučení s panelákovým stavebnictvím Husákovy éry.
Architekt Milunić po letech litoval, že se nepodařilo prosadit původně navrhovaný tvar věže, hezčí a vyšší. Medúza na věži Fred podle něj vznikla jako řešení patové situace. Frank Gehry na výstavách v Americe prý ukazuje původní návrh s vysokou věží. Autorem medúzy je Gehry, ale Milunić říká, že se podobá jeho návrhu na ukončení věže prosklenou kupolí zeměkoule, odpovídající na zeměkouli umístěnou na sousedním Havlově domě. Medúza je podle něj nakloněna ve špatném úhlu a ze křižovatky nevypadá jako koule, ale jako něco divně placatého. Milunićovi se nelíbil bar v přízemí, restaurace v horním patře ani školicí středisko, ocenil patra podle návrhu Evy Jiřičné. Za chyby budovy považuje Milunić například pohled na vršek od Palackého mostu a trochu i pohled shora od Karlova náměstí, o svém vlastním původním návrhu má dosud to nejlepší mínění. Spolupráci s Frankem Gehrym považoval za úžasné transoceánské dobrodružství.

## Vlastníci a využití

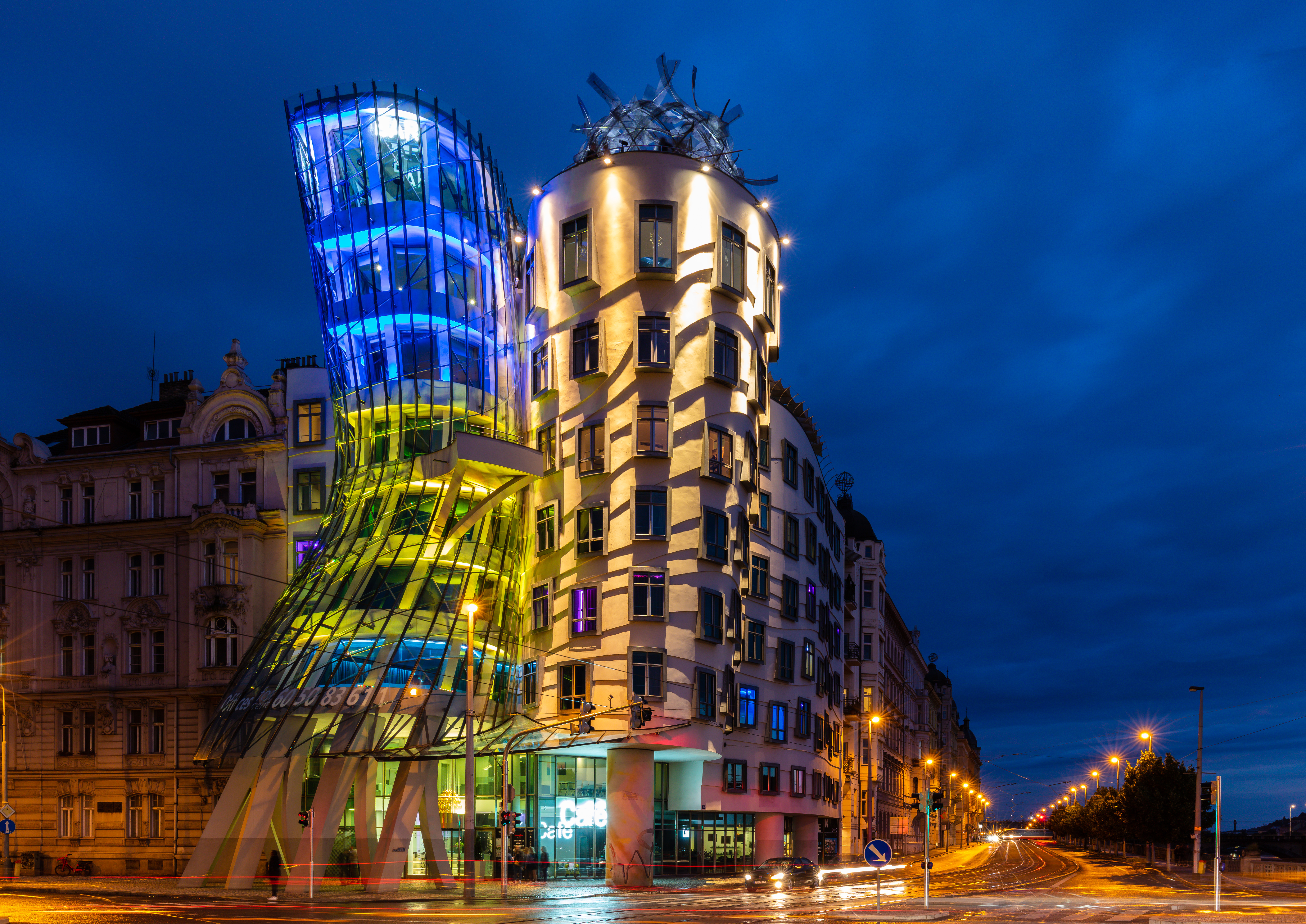
Nasvícení vyjadřující podporu Ukrajině

Stavbu financovala Nationale Nederlanden, dnes ING. V roce 2004 byl Tančící dům spolu se Zlatým Andělem vložen jako základní portfolio do investičního fondu ING Property Fund Central Europe.
V roce 2008 vlastník plánoval přestavbu a redesign recepčního prostoru. Vlado Milunić ale původní podobu recepce hájil jako výrazně autorský prostor, který nese výraznou stopu Gehryho rukopisu. Správce budovy přesto objednal modernizaci u architekta M. Ranného. Jeho návrh považoval Milunić za totální nepochopení konceptu současné recepce, za tuctovou bezcennou kulisu, kterou známe z desítky nových administrativních budov.
V roce 2013 dosavadní vlastník, společnosti CBRE Global Investors, nabídl budovu k prodeji. Prodej organizovala poradenská společnost Jones Lang LaSalle.
Developer Central Group v srpnu 2013 za budovu nabídl 250 milionů korun a později nabídku mírně navýšil na 10 milionů eur, ale ve výběrovém řízení neuspěl. Tento zájemce zde chtěl otevřít muzeum architektury a designu, pokud by s tím autoři budovy souhlasili.
Koncem roku 2013 budovu za 13,35 milionů eur (v přepočtu 360 milionů korun) koupila Pražská správa nemovitostí, kterou vlastní realitní magnát Václav Skála. Nový vlastník v budově ponechává kanceláře. Hlavními nájemníky kancelářských prostor jsou společnosti CBRE Global Investors a Accenture. Pražská správa nemovitostí, od roku 2019 již jako společnost PSN, však v duchu původní vize Václava Havla část domu také zpřístupňuje široké veřejnosti. Konají se tady různé kulturní a společenské akce. Své místo v Tančícím domě našla díky PSN i umělecká galerie, v nejvyšším patře je kavárna s terasou a v části budovy je provozován hotel.

## Hodnocení

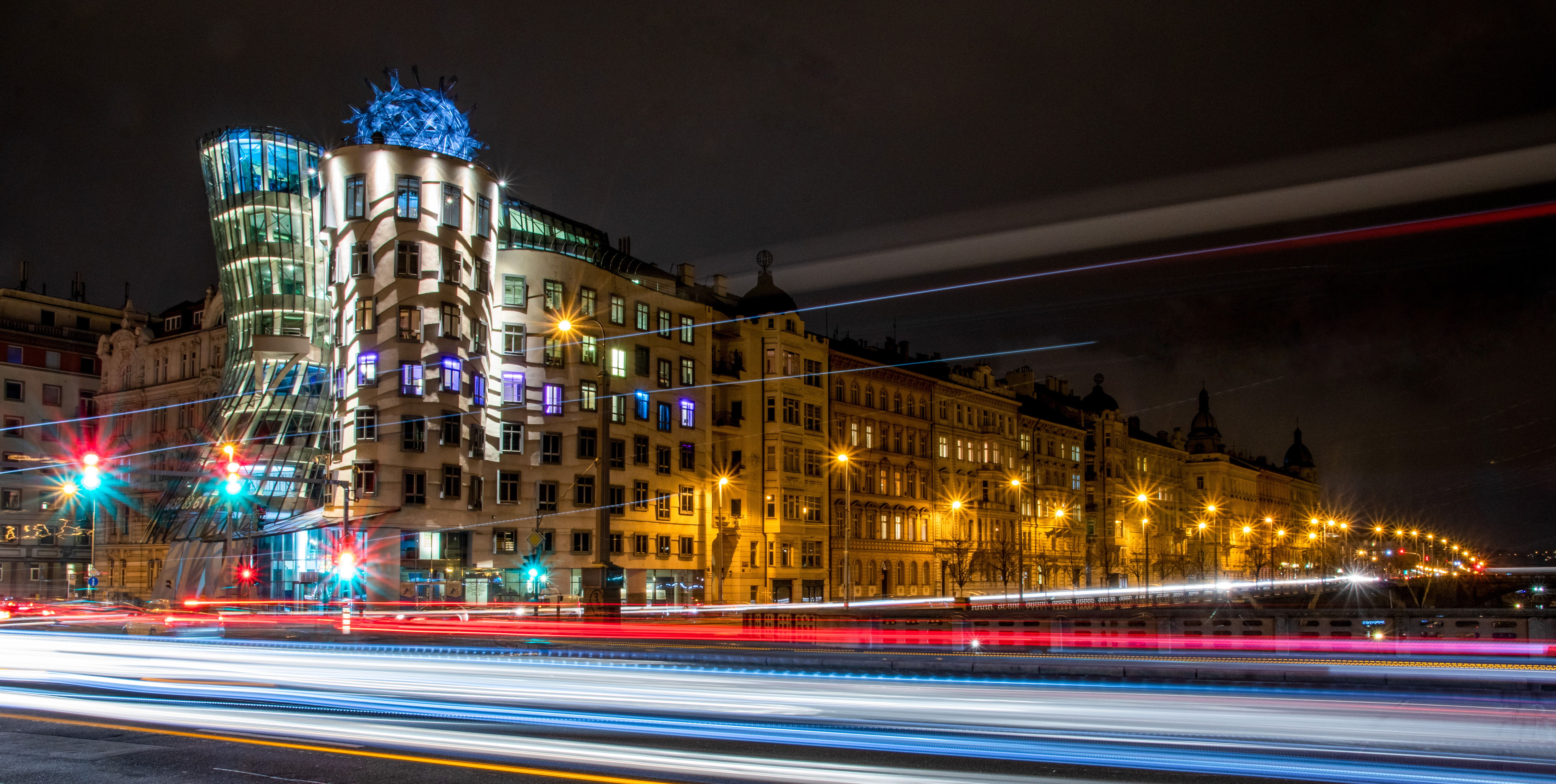
Noční pohled

Stavba rozpoutala veřejnou diskuzi o architektuře v Praze. Zastánci dům oceňovali jako moderní architekturu, jaká v Praze chybí, odpůrci argumentovali tím, že do historické Prahy se budova nehodí a narušuje městské panorama.
Je označován za první pražskou porevoluční stavbu špičkových světových architektů. Je označována za jeden ze symbolů města či za turistický magnet. Podle Rostislava Šváchy se pro laickou veřejnost dům stal ikonou devadesátých let a dal éře po Sametové revoluci architektonickou tvář, podobně jako Hubáčkova věž na Ještědu 60. letům, a pro zahraniční návštěvníky se stal ikonou Prahy, téměř stejně známou jako Karlův most či Svatovítská katedrála. Čeští architekti se však na dům podle Šváchy s takovým nadšením nedívali a na organickou architekturu se na Západ začali ohlížet až o desetiletí později.

### Ocenění
- Tančící dům získal v roce 1996 nejvyšší ocenění v kategorii designu v anketě amerického Time.[8][2]
- V českém časopisu Architekt se dostal mezi pět nejvýznamnějších českých staveb 90. let.
- Česká národní banka vybrala Tančící dům jako příklad současné budovy na jednu z deseti mincí cyklu Deset století architektury.[8]
- V žebříčku nejkrásnějších staveb světa dle výpočtu tzv. zlatého řezu, publikovaném v listu Daily Mail, se Tančící dům s 66,87 % umístil na devátém místě.[9]

V souvislosti s prohlášením obchodního domu Máj za kulturní památku v roce 2006 se hlavní konzervátor Národního památkového ústavu Josef Štulc pro Lidovky.cz vyjádřil, že by teoreticky uvítal, aby jako památka byl zapsán i Tančící dům. V roce 2008 Vlado Milunič při jednání se správcem budovy o přestavbě recepce argumentoval tím, že se dům pravděpodobně stane kulturní památkou.